# Мулай Рашид ибн Шериф
Мулай Рашид ибн Шериф (1631—1672, Марракеш) — султан Марокко с 1666 по 1672 год, первый султан династии Алауитов.

## Биография
Свергнув и убив в 1663—1664 годах своего сводного брата Мухаммеда II, Мулай Рашид ибн Шериф стал правителем Тафилальта — главой алауитов, живших на территории области Эр-Риф. Во главе своей небольшой армии он правил восточным Марокко, постепенно расширяя своё влияние и на другие регионы. В битве при Мекнесе (1664) он одержал решающую победу над войсками суфийского братства Дила, создавшего независимое государство на севере Марокко. В 1666 году Мулай Рашид захватывает Фес и провозглашает себя султаном, положив тем самым конец династии Саадитов. После двухлетней войны в 1669 году ему удалось покорить Марракеш, что привело к распространению власти алауитов на весь Марокко. Тем не менее, до конца своей жизни Мулай Рашид занимался подавлением и умиротворением отдельных недовольных племён. После его смерти в Марракеше в апреле 1672 года в результате падения с лошади следующим султаном был провозглашён его сводный брат Мулай Исмаил ибн Шериф.